# Arche de Steller
L'Arche de Steller est une arche naturelle de basalte situé dans l'île Béring (Îles Komandorski) au large du Kamtchatka dans l'Extrême-Orient russe. L'arche, de 20,6 m de haut est située sur la côte sud-ouest de l'île Béring, près de l'embouchure de la rivière Peregonnaya. Il s'agit d'un monument naturel d'importance régionale.

## Nom
L'arc porte le nom de Georg Wilhelm Steller, naturaliste allemand, adjoint de l'Académie des sciences de Saint-Pétersbourg, participant à la deuxième expédition du Kamtchatka, qui a passé l'hiver 1741-1742 sur l'île de Béring après le crash du paquebot " Saint-Pierre Apôtre ".